# 会議所通り

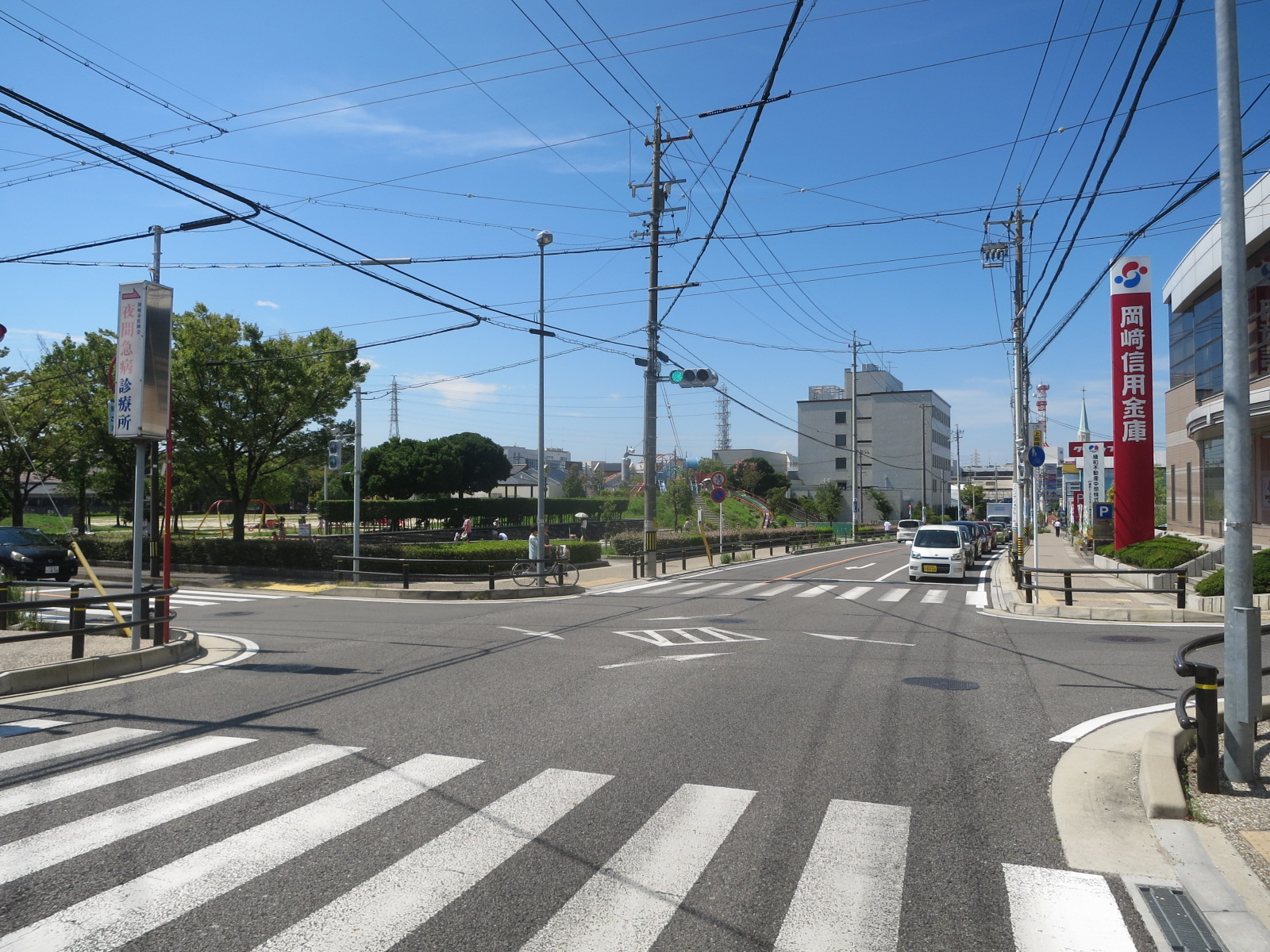
会議所通り（奈良井公園付近）

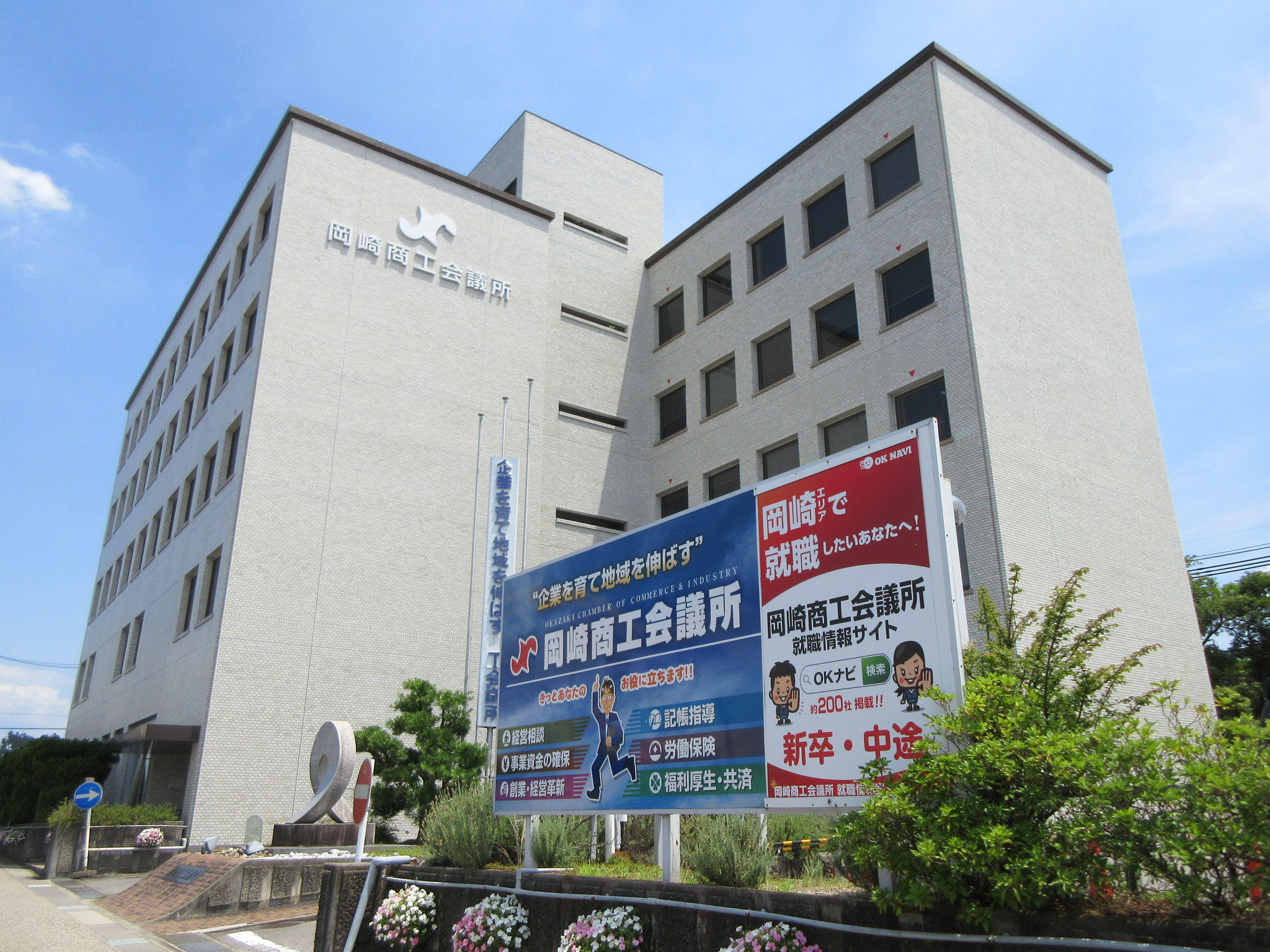
岡崎商工会議所

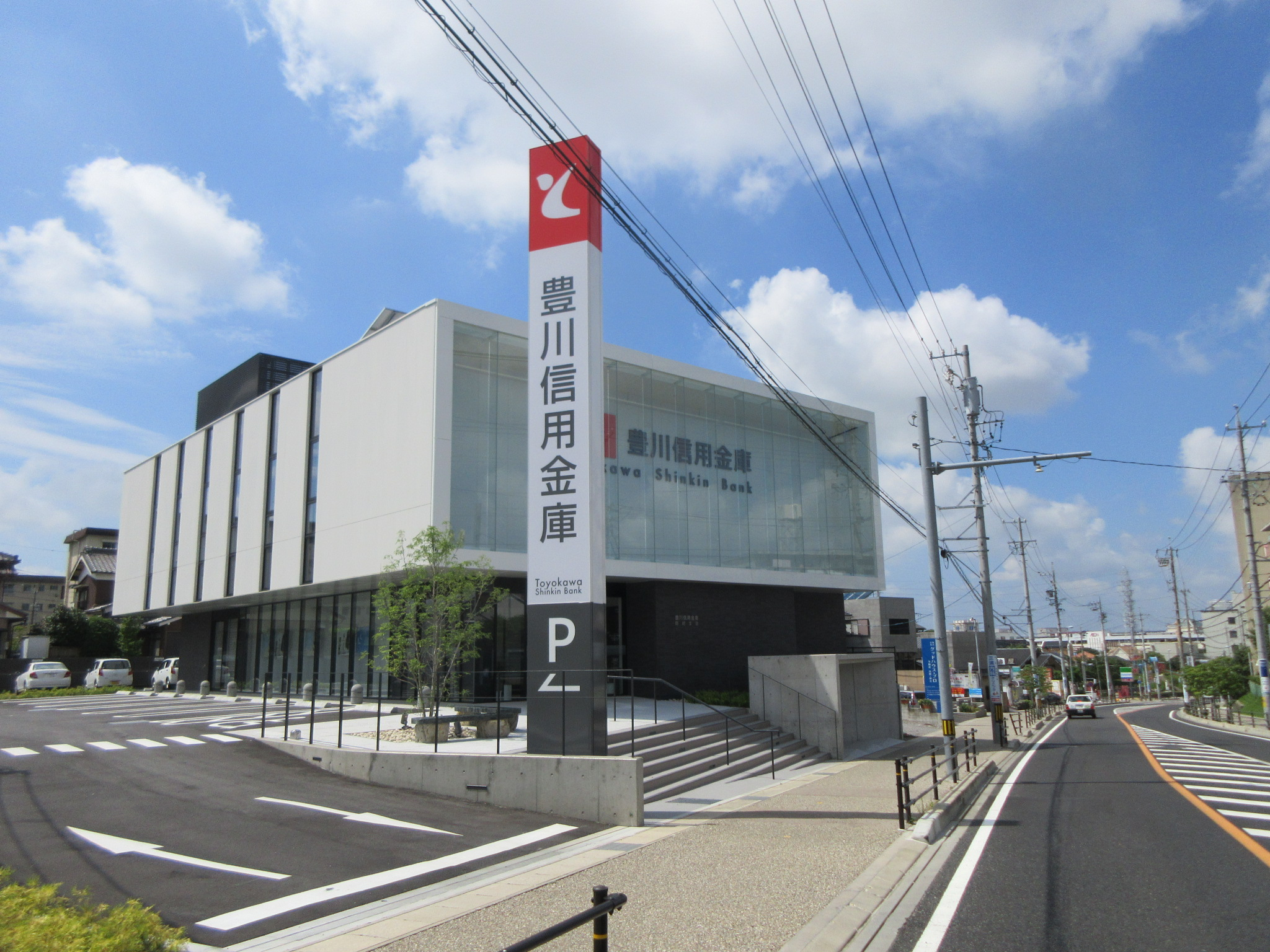
2017年4月17日に新築移転した豊川信用金庫岡崎支店

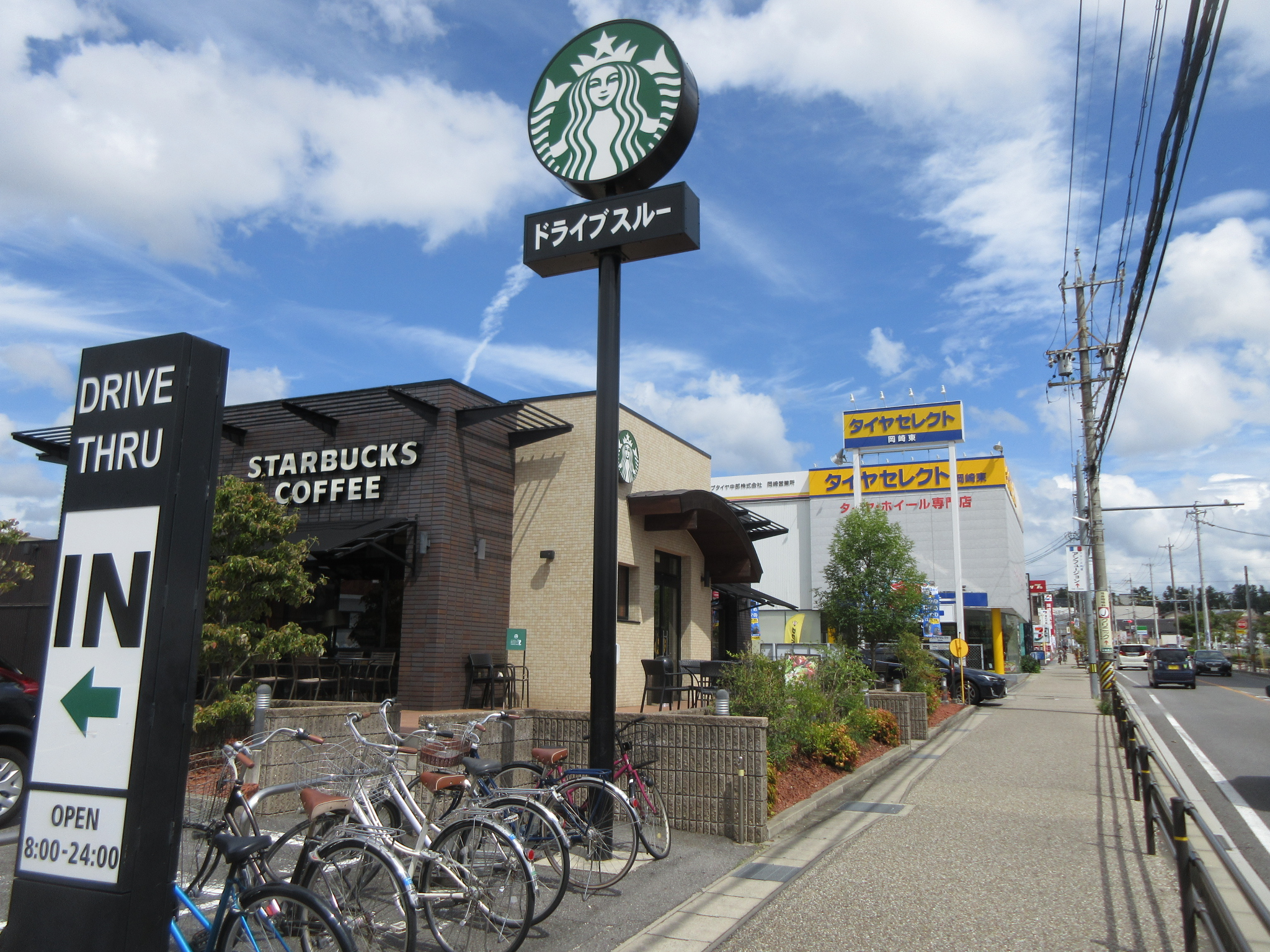
スターバックス岡崎竜美店

会議所通り（かいぎしょどおり）とは、愛知県岡崎市にある竜美丘の丘陵地帯を東西に横断する岡崎市の市道の通称名である。

## 道路造成と区画整理
1965年（昭和40年）から1988年（昭和63年）にかけて都市計画道路を街の基幹道路とした竜美丘土地区画整理事業が施工された。計画当時、無秩序な宅地造成が予想されていたなか、健全な市街地の基礎的整備が図られた。そのなかで、現在の大西（竜東メーンロード）と竜美西（国道248号）とを接続するように配置された区画道路である。竜美丘を南北に走る竜美丘ポプラ通りもこの時期に造成された基幹道路の一つである。
もともとこの地域は樹木の生い茂る丘陵地帯であった。現在でも竜美丘公園は公園として整備されてはいるものの、むかしの山林だった頃の状態を残している。この地域一帯の約8割ほどの面積が山林であったが、区画整理により、基幹道路をはじめとして学校･公園･医師会館･宅地などが次々と整備されていった。それ以前は「竜美丘」という地名ではなかった。会議所通りを通る地域はもとは神殿･長入･棚田･大西町二タ又･明大寺町坂下･上奈良井･下奈良井などの地名であった。岡崎市の安定した花崗岩地盤のうえに造成され、市街地に隣接した良好な住宅地域となった。2000年（平成12年）に岡崎商工会議所から国道248号交差点を挟んですぐ目の前にイオンモール岡崎がグランドオープンして以降は、徐々に商工会議所周辺に商業施設が目立ちつつある。

## 交通規制
- 規制標識等により最高速度40km/時、追越しのための右側部分はみ出し通行禁止、駐車禁止に指定されている。
- 竜美丘ポプラ通りと交わる竜美丘小学校北西交差点は歩車分離式の信号機で交通整理が行われている。

## 接続する路線
- 竜東メーンロード（岡崎市：愛知県道26号岡崎環状線の一部）
- 竜美丘ポプラ通り（岡崎市）
- 八帖通り（岡崎市：国道248号の一部）

## 沿線・周辺
- 岡崎竜美丘郵便局
- 岡崎市竜美丘児童育成センター
- 竜美ヶ丘公園
- 岡崎市立竜美丘小学校
- 愛知県警察岡崎警察署竜美ヶ丘交番
- 岡崎市医師会公衆衛生センター
- 奈良井公園
- 岡崎商工会議所
- イオンモール岡崎
- スターバックス 岡崎竜美店